# Cerro Azul (Chile)
Cerro Azul je chilská sopka, nacházející se asi 200 km jižně od hlavního města Santiaga. Stratovulkán leží na jižním okraji erupčného systému Descabezado Grande-Cerro Azul. Vrchol sopky je ukončen 500 m širokým kráterem, na severní straně přerušeným. Na západním a jihozápadním svahu se nacházejí bazaltové struskové kužely, které vznikly při erupcích v 19 a 20. století. První erupce byla zanamenaná v roce 1846, od té doby vulkán Cerro Azul eruptoval ještě několikrát. V roce 1916 začala jedna z největších explozivních erupcí 20. století – sopka vyvrhla více než 9,5 km3 dacitové tefry a sopečného prachu. Konec aktivity nastal po 15 letech – 21. dubna 1931.